# Urban Cross Kortrijk

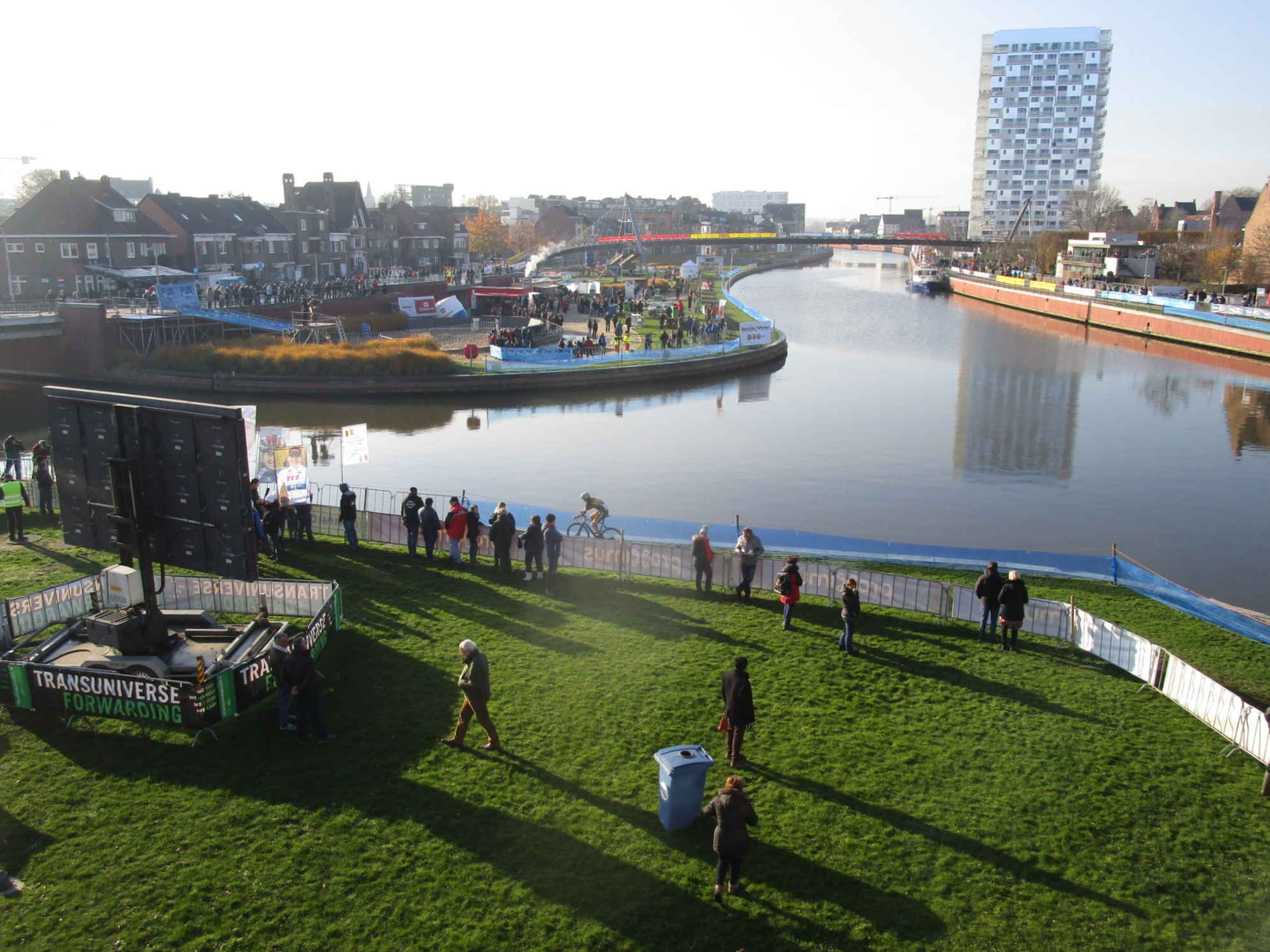
Gelände des Urban Cross an der Leie in Kortrijk

Der Urban Cross Kortrijk ist ein Cyclocrossrennen, das im belgischen Kortrijk ausgetragen wird. Wie der Name andeutet, wird es im Gegensatz zu den meisten Cyclocross-Rennen mitten in der Stadt ausgetragen.

## Geschichte
Das Rennen fand erstmals 2019 statt. Die Gelegenheit dazu ergab sich, da der Scheldecross in jenem Jahr ausfiel. Den Austragungsort fanden die Organisatoren angeblich über das Satellitenbild von Google Earth. Der Schauplatz liegt am Rande der Innenstadt zu beiden Seiten der Leie mit mehreren Grünflächen. Start- und Ziellinie sind auf der Groeningebrug, im weiteren Verlauf überqueren die Fahrer auch die Collegebrug, eine Hängebrücke für Fußgänger und Radfahrer. Das Rennen findet jeweils Ende November statt und gehörte zunächst zur DVV Trofee bzw. ihrem Nachfolger, der X²O Badkamers Trofee. 2024 fand es erstmals im Rahmen des Exact Cross statt.

## Siegerliste

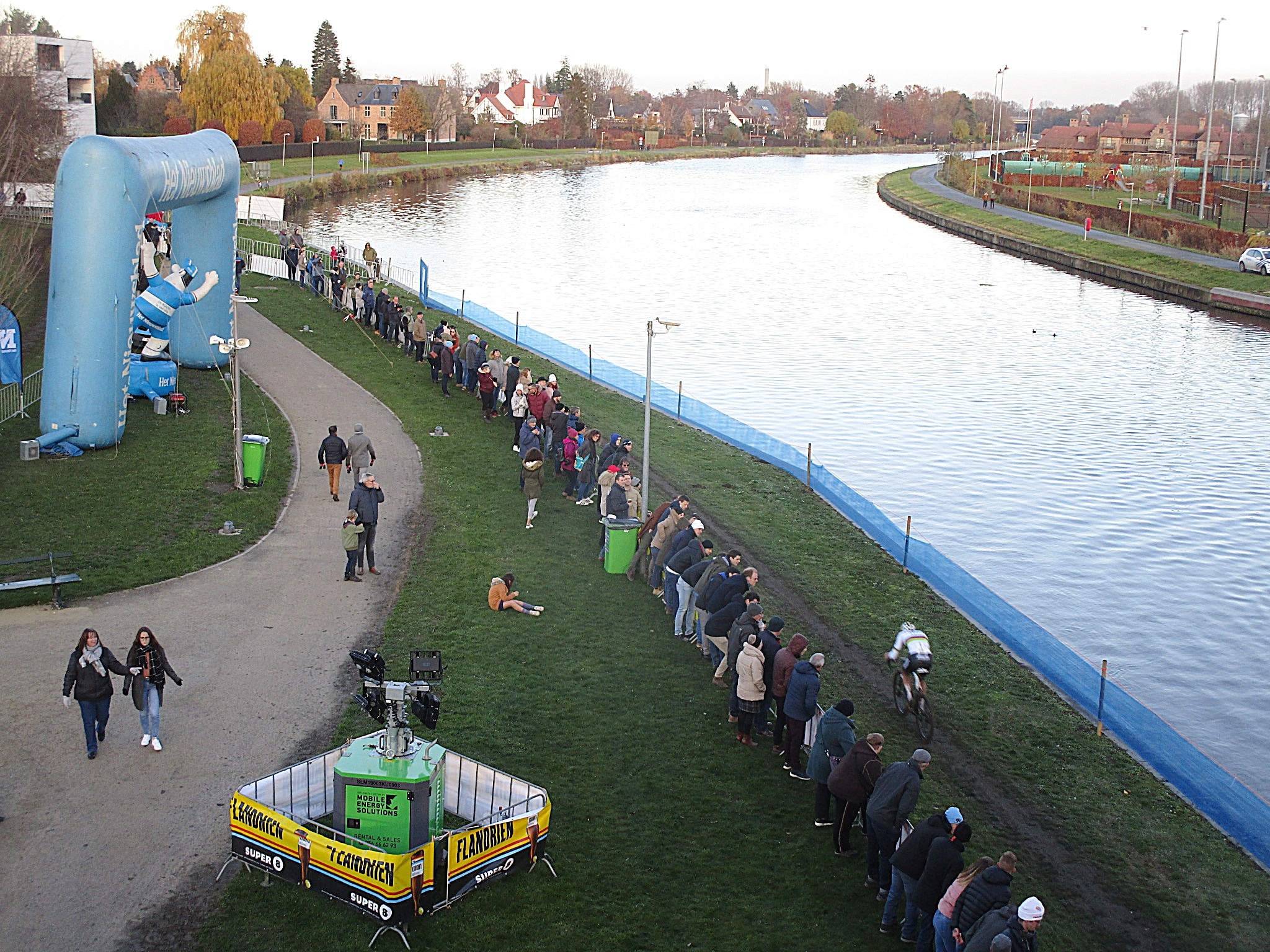
Mathieu van der Poel auf dem Weg zum Sieg in der ersten Austragung des Urban Cross Kortrijk 2019

### Männer
- 2019:  Mathieu van der Poel
- 2020:  Eli Iserbyt
- 2021:  Toon Aerts
- 2022:  Thomas Pidcock
- 2023:  Eli Iserbyt
- 2024:  Eli Iserbyt

### Frauen
- 2019:  Lucinda Brand
- 2020:  Lucinda Brand
- 2021:  Lucinda Brand
- 2022:  Marianne Vos
- 2023:  Fem van Empel
- 2024:  Fem van Empel